# Mauro Shampoo
Mauro Teixeira Thorpe, mais conhecido como Mauro Shampoo (Recife, 20 de novembro de 1956), é um cabeleireiro e ex-futebolista brasileiro que atuava como meio-campista.
É conhecido por ser o jogador-símbolo do Íbis Sport Club. Ele vestiu a camisa 10 do clube entre 1986 e 1995 e fez apenas um único gol em quinze anos de carreira.
É pai do também futebolista Homed Thorpe, que atua como centroavante.

## Biografia
Shampoo teve uma infância pobre. Filho de uma família de 14 filhos, ele vendia pastéis na praia desde criança, onde jogou suas primeiras peladas com outros meninos de rua. Na sua juventude, trabalhou na praia de Boa Viagem, no Recife, como engraxate. Nos fins de tarde, jogava peladas na areia. Ainda na sua juventude, aprendeu o ofício de cabeleireiro.
Numa dessas peladas, foi convidado e jogou pelo time infantil do Náutico., mas se profissionalizou pela Associação Atlética das Vovozinhas, que mais tarde mudou de nome para Associação Atlética Santo Amaro para poder disputar o Campeonato Pernambucano. Nesta equipe, Mauro Shampoo chegou a ser vice-campeão da chamada Taça de Bronze, equivalente à atual Série C do Brasileirão, em 1981.
Em 1986, Shampoo foi para o Íbis. Durante os onze anos em que o meia foi titular do Pássaro Preto, ele teria marcado um único gol, na derrota para o Ferroviário por implacáveis 8–1 em 1987,esse jogo no entanto nunca ocorreu e algumas hipóteses afirmam que seu gol foi marcado em uma vitória do Ibís por 1–0 e que seu gol foi erroneamente creditado ao lateral Derivaldo na súmula, mas nada foi oficialmente confirmado mesmo que Derivaldo tenha confirmado a participação de Mauro no lance. Logo após marcar o tento, Shampoo declarou ter realizado a obra de sua vida e concretizado seu maior sonho.
| “ | "Só fiz um gol na carreira, e mesmo assim dizem que foi contra. O goleiro deu rebote e a bola caiu na marca do pênalti. Fiz o gol e corri o estádio todinho. O estádio estava lotado... lotado de espaço vazio. Perdemos de 8–1, mas eu fiz um golaço. Não tem registro, por isso dizem que foi contra. Dói no coração. É o gol da minha vida." | ” |

Em 2018, a Globo Nordeste procurou e não encontrou registro do tal lance em fontes como jornais e súmulas, além de verificar várias incongruências nas lembranças de Shampoo, mantendo o gol histórico como uma lenda do futebol local.
Após pendurar as chuteiras, Shampoo virou cabeleireiro e construiu um salão de beleza na praia da Boa Viagem, que é um dos principais pontos turísticos da capital. Shampoo já ganhou até um documentário, exibido pelo Canal Brasil e que conta a sua trajetória de vida.
Foi candidato a vereador em Recife pelo DEM, em 2012, e ficou como suplente.
Atualmente mora no Ipsep, na Zona Sul do Recife.

### Citações e homenagens
- Música "A Incrível História de Mauro Shampoo", de Oswaldo Montenegro.[20]
- Mauro Shampoo foi o homenageado do CINEfoot Tour 2013 Recife.
- Os filmes "Mauro Shampoo - Jogador, Cabeleireiro e Homem" e "Mauro Shampoo - O pior camisa 10 do mundo"
- Em 2012, o programa Globo Esporte Pernambuco criou o Troféu Mauro Shampoo para eleger a cabeleira mais estilosa do Campeonato Pernambucano. A votação aconteceu através da internet e o campeão e o vice foram o meia Marcelinho Paraíba e o zagueiro Willian Rocha, respectivamente.[21]
- Em 2017, o escritor e historiador Luiz Antônio Simas lançou o livro "Ode a Mauro Shampoo e outras histórias da várzea", que conta algumas histórias curiosas envolvendo o futebol.[22]

## O filme: Mauro Shampoo - Jogador, Cabeleireiro e Homem
Mauro Shampoo - Jogador, Cabeleireiro e Homem é um documentário de curta-metragem (22 min) brasileiro de 2006, dirigido por Paulo Henrique Fontenelle e Leonardo Cunha Lima. O curta conta a história de Mauro Shampoo, ex futebolista da cidade do Recife, que mesmo tendo feito apenas um gol em toda a sua carreira, tornou-se famoso como um símbolo do Íbis Sport Club, clube que entrou para o Guinness como "o pior time do mundo".

### Sinopse
| “ | ""Jogador do Íbis, cabeleireiro e homem. O único no Brasil. Mauro Shampoo às suas ordens." É assim que Mauro Shampoo atende o telefone em sua barbearia. O curta narra a história desse personagem, ex-camisa 10 do Íbis Sport Club - o pior time do mundo." | ” |

### Trilha sonora
1. A Incrível História de Mauro - Oswaldo Montenegro
2. Quem Viver Chorará - Fagner
3. Revelação - Fagner

### Prêmios e indicações
| Ano  | Prêmio                                                             | Indicação                                     | Resultado | Ref.   |
| ---- | ------------------------------------------------------------------ | --------------------------------------------- | --------- | ------ |
| 2006 | ABC - Academia Brasileira de Cinematografia                        | Melhor Curta                                  | Venceu    | [ 23 ] |
| 2006 | Curta-se - Festival Luso-Brasileiro de Curtas Metragens de Sergipe | Melhor Curta                                  | Venceu    | [ 23 ] |
| 2006 | Curta-se - Festival Luso-Brasileiro de Curtas Metragens de Sergipe | Melhor Curta (Juri Popular)                   | Venceu    | [ 23 ] |
| 2006 | Curta-se - Festival Luso-Brasileiro de Curtas Metragens de Sergipe | Melhor Documentário                           | Venceu    | [ 23 ] |
| 2006 | FAM - Florianópolis                                                | Destaque do Júri Popular                      | Venceu    | [ 23 ] |
| 2006 | Festival du Cinema de Bruxelles                                    | Menção Honrosa                                | Venceu    | [ 23 ] |
| 2006 | Festival Latino Americano de Cinema Independente de St Petersburg  | Melhor Documentário                           | Venceu    | [ 23 ] |
| 2006 | Júri Popular no Goiânia Mostra Curtas                              | Melhor Curta                                  | Venceu    | [ 23 ] |
| 2006 | Grande Prêmio Brasil de Cinema                                     | Melhor Documentário em Curta-metragem         | Venceu    | [ 23 ] |
| 2006 | Festival Guarnicê do Maranhão                                      | Melhor Trilha Sonora                          | Venceu    | [ 23 ] |
| 2007 | Grande Prêmio do Cinema Brasileiro                                 | Melhor Curta-Metragem, Documentário           | Venceu    | [ 23 ] |
| 2007 | Festival Pop de Cinema                                             | Melhor Curta                                  | Venceu    | [ 23 ] |
| 2007 | Mostra de CInea de Tiradentes                                      | Melhor vídeo                                  | Venceu    | [ 23 ] |
| 2010 | Cinefoot 2010                                                      | Melhor Filme de Curta-metragem (Voto Popular) | Venceu    | [ 23 ] |